# 神戸市立筑紫が丘小学校
神戸市立筑紫が丘小学校（こうべしりつ つくしがおかしょうがっこう）は、兵庫県神戸市北区筑紫が丘三丁目にある市立小学校。

## 沿革
- 1986年 - 開校

## 教育目標
- 豊かな心で　生き生きと　伸びる子
  - たくましい子
  - 困難に打ち勝つ強い意志
  - 強く生き抜く逞しい体
  - 思いやりのある子
  - 感動する子
  - 助け合う心
  - 命を尊ぶ子
  - 自ら学ぶ力
  - 個性を生かす
  - 自己の持つ可能性を生かす

教育努力目標
- 共に生きる中で、自らを磨く子どもの育成

## 通学区域
- 神戸市北区
  - 桜森町、筑紫が丘（3 - 9丁目）、山田町下谷上

## 交通・アクセス
- 神戸電鉄有馬線山の街駅で下車、徒歩12分
- 阪急バスつくしが丘公園停留所下車、徒歩2分

## 周辺
- 神戸市立広陵中学校（進学先中学校）
- イオンつくしが丘店
- 山ノ街ゴルフガーデン

## 通学区域が隣接している学校
- 神戸市立広陵小学校
- 神戸市立甲緑小学校
- 神戸市立桜の宮小学校
- 神戸市立小部小学校
- 神戸市立谷上小学校

## 著名な卒業生
- 樽井修（実業家、ギャグ作家、プロデューサー、芸能事務所社長）